# 로스토프나도누 공항
로스토프나도누 공항(러시아어: Аэропорт Ростов-на-Дону)은 러시아 남부 로스토프나도누에 위치한 국제공항이다. 2011년에만 1,716,200명의 승객이 이용했다. 이 수치는 2010년에 비하면 19.1% 증가한 것이다. 로스토프나두노 공항은 1986년에 국제공항이 되었다. 현재 공항 현대화로 인해 공사가 마무리되고 2017년 11월 22일 아지무스 에어를 시작으로 공항 신청사 운영이 시작되었다.

## 운항 노선

### 국제선
| 항공사            | 목적지                                                               |
| ----------------- | -------------------------------------------------------------------- |
| 에게 항공         | 전세 계절편 : 헤라클리온, 테살로니키                                 |
| 아쥐르 에어       | 전세 계절편 : 엔피다, 바르셀로나, 헤라클리온, 모나스튀르             |
| 체코 항공         | 프라하                                                               |
| 엘린 에어         | 테살로니키 계절편 : 코르푸                                           |
| 플라이두바이      | 두바이                                                               |
| SCAT 항공         | 악터우                                                               |
| 튀니스 에어       | 엔피다                                                               |
| 터키항공          | 이스탄불(아타튀르크)                                                 |
| 노드윈드 항공     | 전세 계절편 : 방콕(수완나품), 라르니카, 에일랏(오브다), 나트랑, 푸껫 |
| 노다비아 항공     | 텔아비브(벤구리온)                                                   |
| 노드스타 항공     | 전셰편 : 예레반                                                      |
| 우즈베키스탄 항공 | 타슈켄트                                                             |
| 야쿠티아 항공     | 전셰편 : 베로나                                                      |

### 국내선
| 항공사                          | 목적지                                                 |
| ------------------------------- | ------------------------------------------------------ |
| 노다비아 항공                   | 계절편 : 니츠닌노브고로트                              |
| 아에로플로트                    | 모스크바(셰레메티예보)                                 |
| 로시야 항공                     | 모스크바(브누코보), 상트페테르부르크                   |
| 알로사 미르니 에어 엔테프라이즈 | 계절편 : 노보시비르스크                                |
| 가즈프롬아비아                  | 모스크바(브누코보)                                     |
| 노드스타 항공                   | 모스크바(도모데도보), 노빌스크, 사마라, 예카테린부르크 |
| 포베다 항공                     | 모스크바(브누코보)                                     |
| 레드 윙스 항공                  | 모스크바(도모데도보)                                   |
| 러스라인                        | 카잔, 튜멘, 사마라, 소치, 예카테린부르크               |
| S7 항공                         | 모스크바(도모데도보)                                   |
| 유테이르 항공                   | 모스크바(브누코보)                                     |
| 우랄 항공                       | 모스크바(도모데도보)                                   |

## 사건 및 사고

### 플라이두바이 항공 981편 추락 사고
2016년 3월 19일 플라이두바이 항공 981편이 추락하여 62명이 사망하는 사건이 발생핬다.